# 하이톈싼루역
하이톈싼루역(중국어: 海天三路站, 구 하이톈루역)은 상하이 푸둥 신구 추차오진 하이톈로에 위치한 상하이 지하철 2호선의 역이다. 2010년 4월 8일에 개업하였다.

## 역 구조

### 층별 구조
| 2층 | ←                               | ■2호선 쉬징둥 방면 (위안둥다다오)              |
| 2층 | 섬식 승강장, 왼쪽 출입문이 열림 |                                                |
| 2층 | →                               | ■2호선 푸둥 국제공항 방면 (시·종착역)          |
| 1층 | 대합실                          | 1-2출구, 개집표기, 자동매표기, 유인 안내데스크 |

- 2010년 당시 승강장

### 출구
|           |                    |  |  |
| 출구 번호 | 출구 인근          |  |  |
| 1번 출구  | 둥치항로(东启航路) |  |  |
| 2번 출구  | 치항로(启航路)     |  |  |

## 버스 환승
공항 8선(机场八线), 공항순환1선(机场环一线)

## 같이 보기
- 상하이 지하철 2호선
- 푸둥 신구